# Сказка о рыбаке и рыбке (мультфильм, 1937)
«Ска́зка о рыбаке́ и ры́бке» — советский цветной кукольный мультфильм по мотивам одноимённой сказки (1833) А. С. Пушкина. Снят в 1937 году на студии «Мосфильм» режиссёром Александром Птушко. Одна из первых работ советского кино, выполненных по трёхцветному методу Павла Мершина. Вышел на экраны СССР 1 ноября 1937 года.

## Сюжет
Жил старик со старухой у самого синего моря, жили по-крестьянски, в землянке. Попалась старику как-то в сети золотая рыбка. И человеческим голосом попросила отпустить её на волю, а взамен обещала исполнить любое желание. Старик сжалился и отпустил её, а сам воротился домой. Злая старуха обругала его и отправила обратно, выпрашивать новое корыто. Но вскоре этого оказалось мало. Пожелала она в придачу избу, затем дворянский чин, а уж после — и царский. И старик покорно ходил и просил, а рыбка исполняла все желания. Но когда захотелось старухе власти над всем морем и рыбкой в придачу, рыбка ничего не ответила и уплыла. По возвращении старик застаёт старуху на пороге землянки с разбитым корытом.

## История создания
Единственная на тот момент цветная советская картина «Груня Корнакова» (1936) была снята по двухцветному субтрактивному процессу и имела неизбежные ограничения по цвету. Работа над «Сказкой о рыбаке и рыбке» проходила в специально созданном на «Мосфильме» по распоряжению Главного управления кинематографии отделе по производству трёхцветных фильмов. Новый метод Павла Мершина с последующей печатью фильмокопий с промежуточного рабочего позитива на хромированном желатине позволил достичь наибольшей красочности: «синее море, золотая рыбка, красная рубаха старика, пёстрые одежды старухи-царицы и её придворных» — всё это радовало глаз зрителя.
Александр Птушко привлёк к работе художников из села Палеха: Павла Баженова и Михаила Сперанского, создавших сказочный подводный мир, боярский дом, царские хоромы. Покадровая съёмка производилась обычной кинокамерой на одну плёнку последовательно через три зональных светофильтра — красный, зелёный и синий.
В техническом отношении работа всего постановочного коллектива стоит на высоком уровне: цвет естественен, не расплывается, не получается пятен.М. Розанова, «Правда» 16 декабря 1937

## Создатели
- Сценарий и постановка: Александр Птушко
- Оператор: Фёдор Фирсов
- Художник: Павел Баженов
- Композитор: Лев Шварц
- Звукооператор: Вячеслав Лещев
- Ассистенты режиссёра: Галина Елизарова, Н. Кузнецов
- Роспись макетов: Михаил Сперанский
- Кукловоды: Константин Никифоров, Владимир Крылов, Мария Бендерская, А. Васильева, А. Весёлова, Борис Невежин
- Куклы и декорации: Н. Гехтман, А .Павлова, В. Чернихова, Е. Ширкова, Роман Гуров

## Реставрация
В Госфильмофонде России не сохранилось ни одной, даже чёрно-белой копии фильма. Реставрация велась в 2000-е годы с хорошо сохранившихся исходных цветоделённых негативов (за исключением зелёного, с которого печатали копии чёрно-белого варианта фильма), фонограммы и монтажный листов. Над сканированием киноматериалов работал Владимир Котовский, сведением цветоделённых негативов-оригиналов и цифровой покадровой реставрацией изображения занимался Николай Майоров. Результат был представлен на XV кинофестивале «Белые столбы» в феврале 2011 года.